# Garagaltza
Garagaltza es una entidad de población española del municipio de Oñate, perteneciente a la provincia de Guipúzcoa, en la comunidad autónoma del País Vasco.

## Toponimia
El lugar puede aparecer referido como «Garagaltza» y «Garagalza».

## Historia
Hacia mediados del siglo XIX, el lugar ya pertenecía a Oñate. Aparece descrito en el octavo volumen del Diccionario geográfico-estadístico-histórico de España y sus posesiones de Ultramar de Pascual Madoz con las siguientes palabras:

GARAGALZA: barrio en la prov. de Guipúzcoa, part. jud. de Vergara, térm. de Oñate.
(Madoz, 1847, p. 306)

En 2022, tenía empadronados 110 habitantes.